# Comté de Carson
Pour les articles homonymes, voir Carson.
Le comté de Carson, en anglais : Carson County, est un comté situé au nord de l'État du Texas aux États-Unis. Fondé le 19 novembre 1876, son siège de comté est la ville de Panhandle. Selon le recensement des États-Unis de 2020, sa population est de 5 807 habitants. Le comté a une superficie de 2 393,3 km2, dont 2 383,3 km2 en surfaces terrestres. Il est nommé en l'honneur de Samuel Price Carson, le premier secrétaire d'État de la république du Texas.

## Organisation du comté
Le comté de Carson est créé le 19 novembre 1876, à partir des terres des comtés de  Young et de Bexar. Après plusieurs réorganisations foncières, il est définitivement organisé et autonome le 29 juin 1888.
Le comté est baptisé en l'honneur de Samuel Price Carson (en), premier Secrétaire d'État de la république du Texas
,,.

## Géographie
Le comté de Carson est situé au centre du Texas Panhandle, au nord de l'État du Texas, aux États-Unis,.
Il a une superficie totale de 2 393,3 km2, composée de 2 383,3 km2 de terres et de 10 km2 de zones aquatiques.

## Comtés adjacents
| Comté de Moore   | Comté de Hutchinson | Comté de Roberts |
| Comté de Potter  | comté de Carson     | Comté de Gray    |
| Comté de Randall | Comté d'Armstrong   | Comté de Donley  |

## Démographie
Lors du recensement de 2010, le comté comptait une population de 6 182 habitants. En 2017, la population est estimée à 6 032 habitants,.

Pyramide des âges du comté de Carson (2000).